# 18. арондисман Париза
18. арондисман Париза је један од 20 арондисмана главног града Француске.
Налази се на десној обали реке Сене . Највише је познат по томе што је домаћин округа Монмартр који садржи брдо познато по својој уметничкој историји, Бато-Лавоар где су Пабло Пикасо, Жорж Брак и Амедео Модиљани живели и радили почетком 20. века, кућа музичке диве Далида, кабаре Мулен Руж, друга историјска обележја и истакнута базилика Сакре Кер која се налази на врху брда.
У 18. арондисману се налазе и северноафрички и афрички округ Готе д'Ор који је познат по својој пијаци, марше Барбес, где се могу наћи разни производи са афричког континента.

## Географија
Површина земљишта овог арондисмана је тачно 6.005 км 2 или 1.484 хектара.

## Демографија
Број становника 18. арондисмана Париза достигао је врхунац 1931. са 288.810 становника. Данас је арондисман и даље веома густ у броју становника и пословних активности са 200.631 становником према последњем попису (2009).

### Историја становништва
| Година (француски пописи)   | Популација | Густина (ст. по км2 ) |
| --------------------------- | ---------- | --------------------- |
| 1872. године                | 138,109    | 22,980                |
| 1931 (врхунац становништва) | 288,810    | 48,095                |
| 1954. године                | 266,825    | 44,397                |
| 1962. године                | 254,974    | 42,460                |
| 1968                        | 236,776    | 39,430                |
| 1975. године                | 208,970    | 34,799                |
| 1982                        | 186,866    | 31,118                |
| 1990                        | 187,657    | 31,250                |
| 1999                        | 184,586    | 30,739                |
| 2009                        | 200,631    | 33,383                |

### Имиграција
Џон Хенли из Гардијана је 2012. рекао да је 18. арондисман „подручје које се на много начина може упоредити са лондонским Тауер Хамлетсом “.

## Град

### Места од интереса
- Сакре кер
- Црква Јованке Орлеанке
- Мулен Руж
- Музеј наивне уметности - Мак Фурни

Српска православна епархија западноевропска има седиште у арондисману.

### Окрузи у оквиру 18. арондисмана
- Монмартр
- Пижал
- Готе д'Ор, радничко насеље у арондисману

Дејлимоушн је раније имао своје седиште у арондисману. Поред тога, Даргауд такође има своје седиште тамо.